# Шафраново (Абхазия)
Шафраново или Хсырху (абх. Хсырху, груз. შაფრანოვო) — село в Абхазии, в Гагрском районе частично признанной Республики Абхазия, согласно административному делению Грузии — в Гагрском муниципалитете Абхазской Автономной Республики.

## История
Селение Хсырху в конце XIX века было переименовано в Шафраново, в 1956 году — в Циневала, затем снова в Шафраново. Согласно Постановлению ВС Республики Абхазия от 4 декабря 1992 село вновь было переименовано в Хсырху. По законам Грузии продолжает носить название Шафраново.

## Население
По данным 1959 года в селе Шафраново проживало 175 жителей, в основном армяне. В 1989 году в селе проживало 93 человека, в основном армяне.